# シャンゼリゼ通り

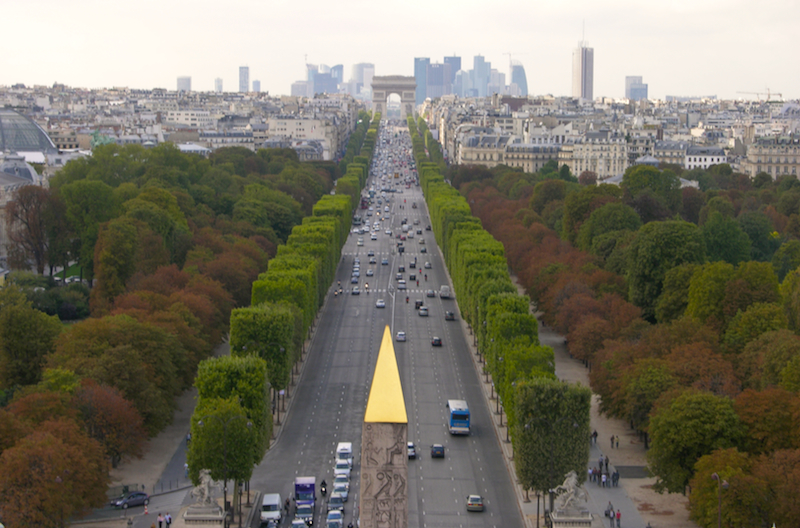
コンコルド広場のルクソール・オベリスク越しに西のパリの歴史軸を臨んだ様子

シャンゼリゼ通り（シャンゼリゼどおり、フランス語: Avenue des Champs-Élysées、またはLes Champs-Élysées）は、フランス・パリの市内北西部にある大通り。
パリ市内で最も美しい通りとされていて、特にフランスでは「世界で最も美しい通り（la plus belle avenue du monde）」と言う表現が使われている。『オー・シャンゼリゼ』という流行歌で日本でも広く知られるようになった。

## 概要
パリ市内北西部の第8区を横切る約3km、幅70mの大通りである。マロニエ（マロンの木）の並木道となっていて、東はオベリスクのあるコンコルド広場から、西は凱旋門のあるシャルル・ド・ゴール広場（旧エトワール広場）まで全長約3km続き、パリの観光スポットとなっている。この通りを延長すると、東のルーヴル宮から、ルーヴルのピラミッド、カルーゼル凱旋門、テュイルリー庭園、オベリスク、凱旋門、そして西のラ・デファンス地区の「グランダルシュ」へと東西の長い直線を形成している。この直線をパリの歴史軸などと呼ぶ。
シャンゼリゼ通りはパリ中心部、東の1区方向へ行くにつれ微妙な下り坂になっており、下って行った先にはマリニー広場の緑地とマリニー劇場、グラン・パレ、プティ・パレ等の建物がある。通り西方向から東方向にかけて、「カルティエ」や「ルイ・ヴィトン｣本店、「ラコステ」旗艦店などフランスを代表する有名ブランド店、「ピエール・エルメ」、映画館、キャバレー「リド」、「ラデュレ」、その他カフェ、レストラン（そのうち最も有名なものは「フーケ（fr:Fouquet's）」）、香水の「セフォラ」や「ゲラン」本店などが立ち並ぶ。プジョーやルノーの自動車ショールームもあり、ルノーのショールーム内には「ラトリエ・ルノー・カフェ」がある。なお、シャンゼリゼ劇場はシャンゼリゼ通りにではなく、通り東方向のモンテーニュ通りにある。
"Les Champs-Élysées"のÉlyséesとは、ギリシャ神話において有徳の人が死後に住む極楽浄土を意味するエリュシオン (英: the Elysium, the Elysian Fields) のことである。シャンゼリゼ通りに面して、フランス大統領官邸であるエリゼ宮 (le palais de l'Élysée) があるが、これも同様の意味をもつ。
エリゼ宮の建物はシャンゼリゼ通りと並行するフォーブール＝サントノレ通り側にあるが、エリゼ宮の庭園がシャンゼリゼ通りの公園の部分に面して一体化している。

## 歴史

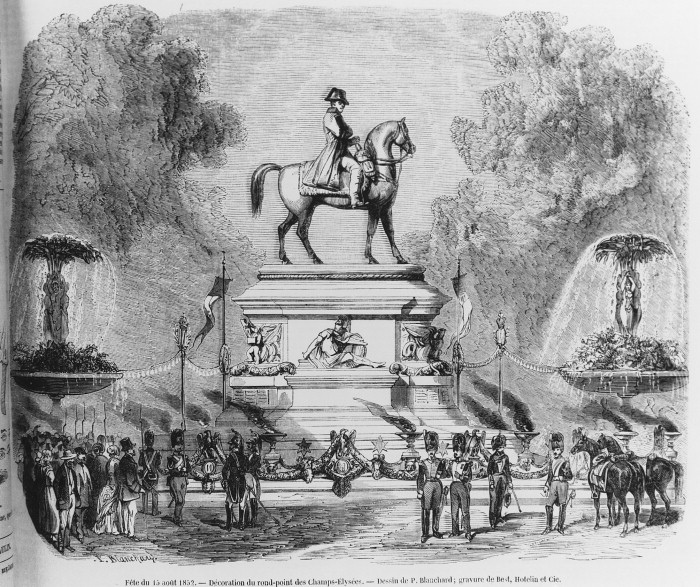
ナポレオン3世即位直後となる1852年、シャンゼリゼ通りに建立されたナポレオン・ボナパルト像

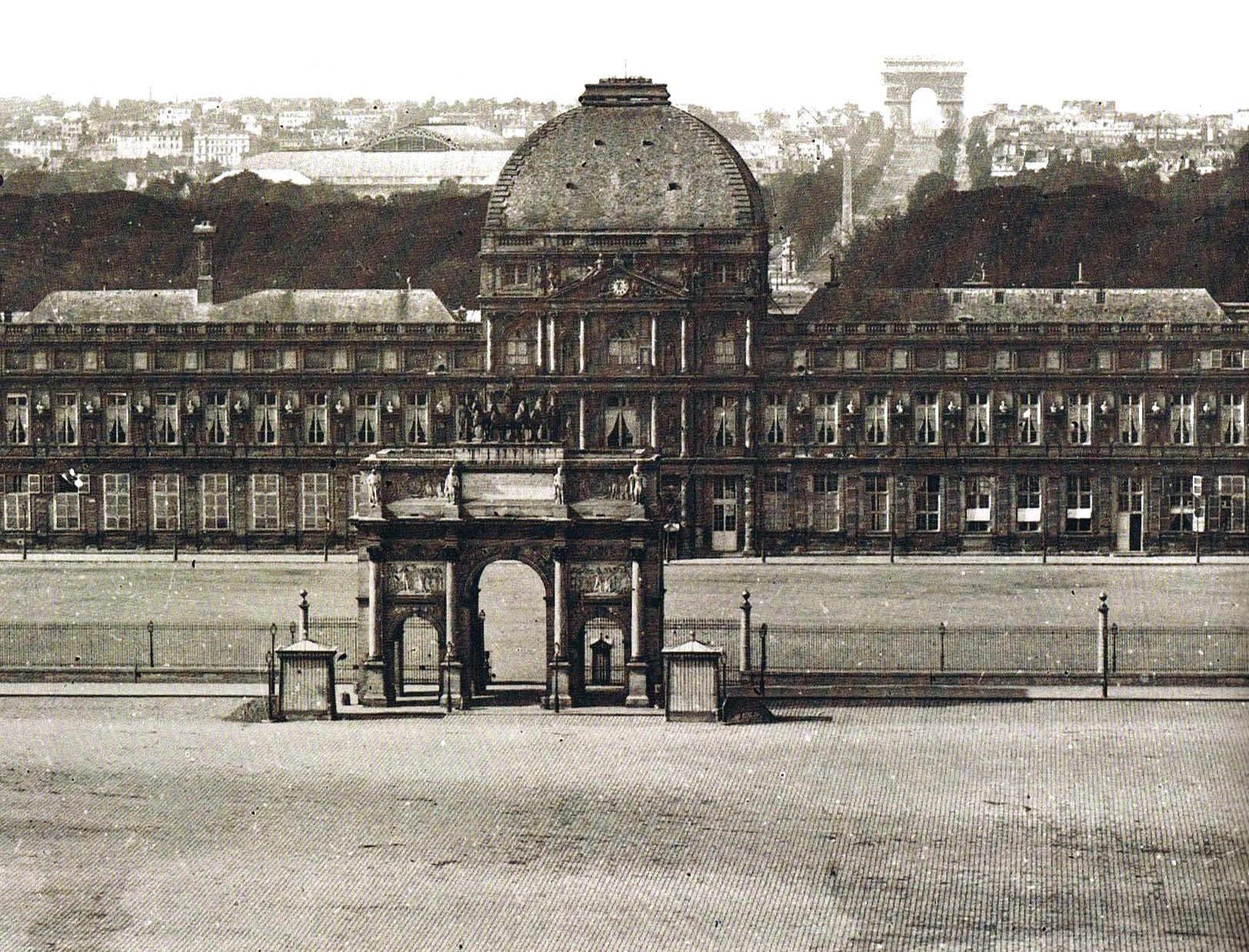
手前からカルーゼル凱旋門、テュイルリー宮殿、シャンゼリゼ通りの先のエトワール凱旋門（1860年、第二帝政期）

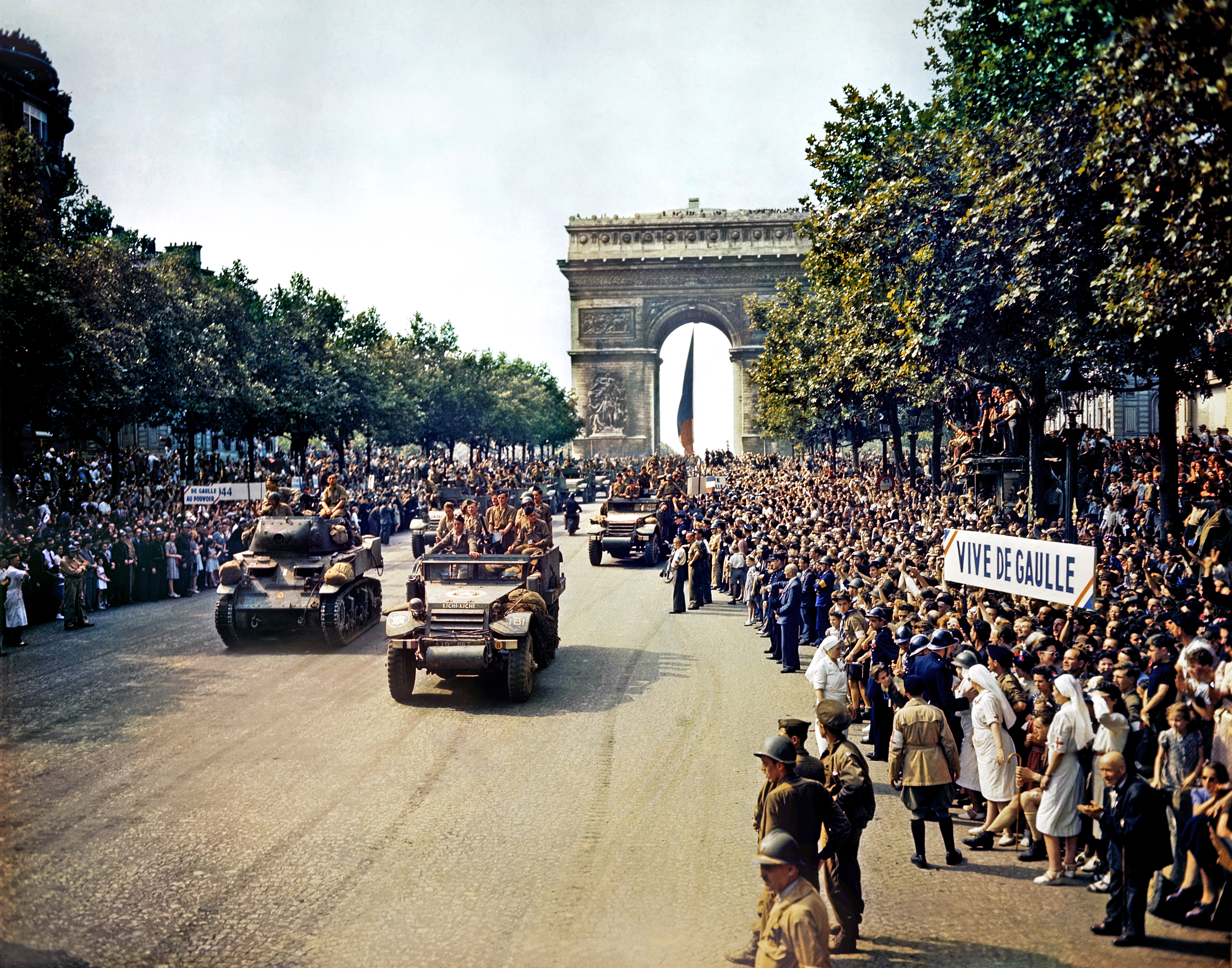
パリ解放後となる1944年8月26日、シャンゼリゼ通りを行進するフランス陸軍。市民は"VIVE DE GAULLE"（シャルル・ド・ゴール万歳）の横断幕を掲げている

シャンゼリゼ通りは元々は、農園と市場であったが、1616年にマリー・ド・メディシスがテュイルリー宮殿の庭園の軸を並木道で延伸したいと決めた。ヴェルサイユ宮殿の庭園なども手がけたル・ノートル(Le Nôtre)によって都市計画がなされた。
1716年後半頃には、ギヨーム・ド・リズムのパリの地図によると、現在のロンポワン（円形広場）の地点にある丸い池によって終点となっている、並木道の植わった「テュイルリー通り」によってテュイルリー庭園の中心軸が短く伸びた通りで農園と市場が分けられているのが分かる。すでにそのころ放射線状に延びた並木道が森と畑を通って川まで達していた。1724年には、テュイルリー庭園を貫通する軸とその通りはエトワール広場までさらにつながり延伸され、「シャンゼリゼ（エリュシオン・極楽浄土）」という園地がその通りに面して広がり、元々秩序立てて植林されていたところがすぐに茂みとなった。
東のほうでは、当時好まれず無視されていた「旧ルーヴル」（地図ではそう書かれていた）が建物に囲まれて存在していたが、まだその東西軸（パリの歴史軸）の一部にはなっていなかった。1724年の地図では、シャンゼリゼ大通りは新しく整備された「トゥルナン橋広場 (Place du Pont Tournant)」（すぐに「ルイ15世広場」と改名され、現在の「コンコルド広場」となる）から西へ延びている。
18世紀末の頃にはシャンゼリゼは流行の通りになっていた。両側の植え込みは正式の長方形の緑地帯をなすほど茂っていた。フォーブール・サントノレ通り沿いに建てられた家々の庭はさらに格調のある茂みを形作っていた。その最大のものがエリゼ宮である。建物の前面の半円型の部分がロンポワンの北端となっている。王妃マリー・アントワネットは友人達とここを流し、ルイ15世広場（現在のコンコルド広場）にある堂々たるオテル・ドゥ・クリヨン(fr、en)で音楽の授業を受けた。
現在のロンポワンからエトワール広場への通りは第一帝政時代に建設された。シャンゼリゼそのものは1828年に正式に市の資産となり歩道、泉、ガス灯などが作られた。
第二次世界大戦中の1940年6月14日には、パリにドイツ国防軍が無血入城。機械化部隊と歩兵部隊はシャンゼリゼ通りから凱旋門に向かって行進を行ったが、見物した市民はわずかであった。
その後のナチス・ドイツによるフランス占領時代には、ドイツ国防軍が木陰を行進したいがために街路樹の数を倍にしたと言われた。最近では1993年に側道部分が拡幅されるなど、何年もの間この大通りは様々な経緯変遷を経てきた。
2000年代においても各種デモ行進および参加者の集結地となる。2018年から2019年にかけた発生した黄色いベスト運動では、しばしば暴徒による放火や沿道の商店などから略奪が発生した。2019年3月16日には、ルイ・デリュック賞の選考会場としても知られる高級カフェ、フーケが炎上している。また、2023年6月27日から7月2日にかけては、北アフリカ系の少年が警察官に射殺されたことへの抗議デモが暴動となり、通りの自動車が放火されることがあった。
1980年代、シャンゼリゼ通りの街路樹などを利用してイルミネーションによるライトアップが開始。規模は少しずつ拡大し、2000年代においては11月下旬から翌年1月上旬にかけて、約2kmの区間でライトアップが行われるようになった。2020年には、新型コロナウイルス感染症の影響で外出禁止令が出る期間と重なる中でも行われた。2022年にロシアによるウクライナ侵攻が起こると欧州全体でエネルギー事情が逼迫することとなったが、消費電力を前年比の半分に落としながらもライトアップは実施されることとなった。
2030年に向けて通りの商店組合で組織するシャンゼリゼ委員会が「Réenchanter les Champs-Elysées（シャンゼリゼ通りを再び夢ある場所に!）」というプロジェクトを進めている。

## 産業
1860年には、この通りの商人が団結しシャンゼリゼ保護運動団体を結成し、1916年にはルイ・ヴィトンが会長である協会となり、通りのプロモーションを行ってきた。1980年には、この協会はシャンゼリゼ委員会と改名。パリ最古の現存する委員会である。この委員会は常にこの通りの高級な雰囲気を保つための公共プロジェクトや、営業時間の延長を図るために当局との交渉などに当たってきた。現在でも新しい企業が通りに参入する場合はこの委員会の承認が必要である。
賃借料が高額なため高級住宅街の一角にも名が挙がるが、実際にはシャンゼリゼにはほとんど誰も住んでいない。商業地として建物の高層階は事務所となるケースが多い。さらに、日当たり条件がいいため、特に通りの北側の賃借料が極めて高い。シャンゼリゼの壮大な建築は多くの人々に賞賛されている。大統領官邸（エリゼ宮殿）のすぐ隣にあり、すぐ横には1900年に建てられたグラン・パレとその門がある。庭園と並木のすばらしい散歩道を歩くと、子供のための操り人形の劇場に出くわすこともある。フランスの昔ながらの人気の伝統である。

## イベント
- 毎年7月14日の「パリ祭（英：バスティーユ・デイ）」の日には、大統領も謁見する、ヨーロッパ最大の軍隊パレードがシャンゼリゼで開かれる。
- シャンゼリゼは1975年以降、自転車レース「ツール・ド・フランス」の最終ステージのコースおよびゴールとして使われている。
- シャンゼリゼは毎年12月31日には歩行者天国となり、新年を祝うイベントが行われる。
- 歩行者天国としたうえで大規模なピクニックイベント[8]、書き取り大会[9]などが開催されたことがある。

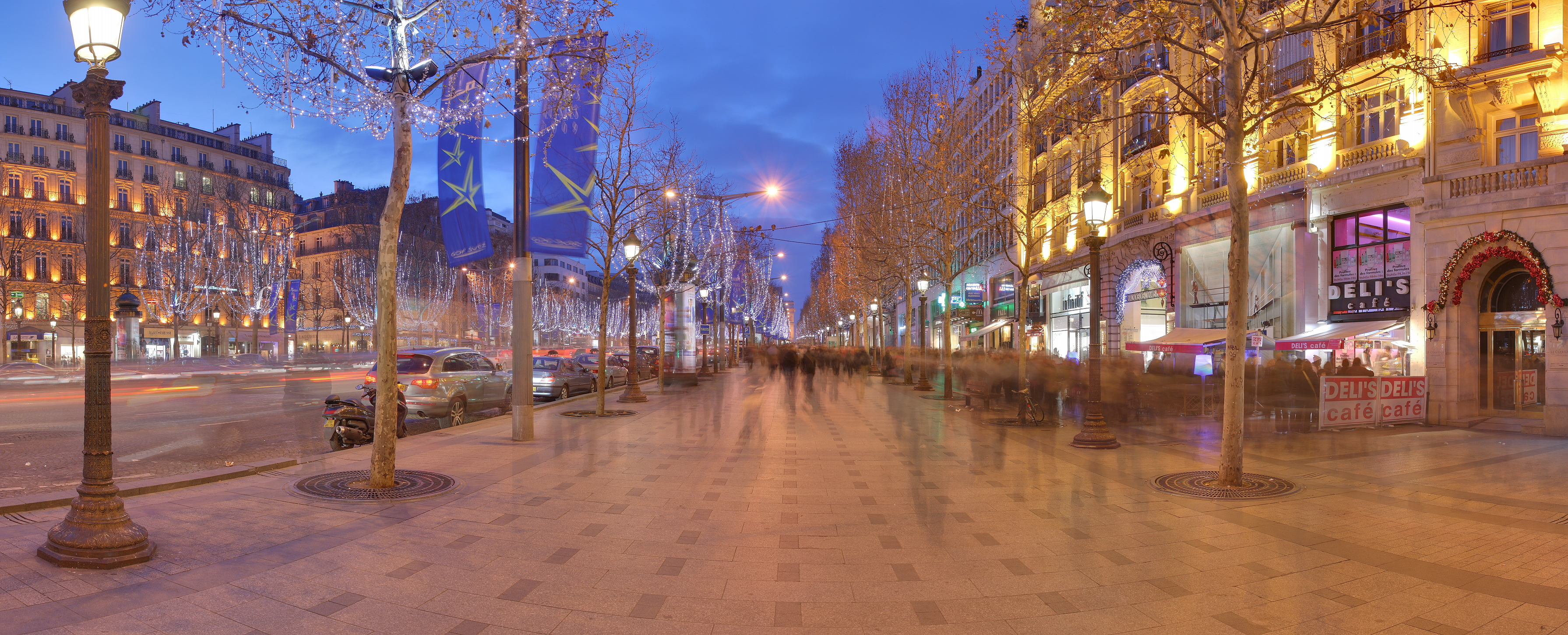
シャンゼリゼ通りの北の歩道

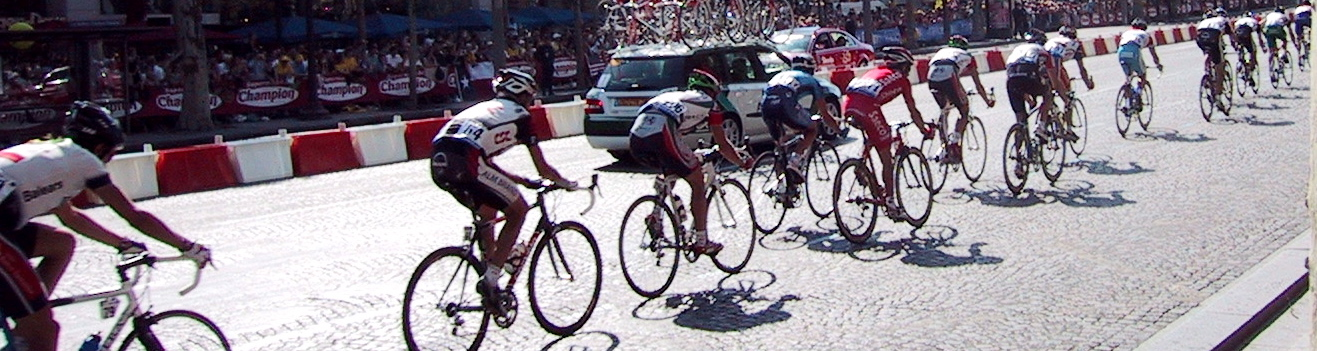
ツール・ド・フランスのゴールの様子（2004年）

## 友好提携
シャンゼリゼ通り（シャンゼリゼ委員会、フランス語: Comité Champs-Élysées）と友好提携を結んでいる通り。
- 久屋大通 - 愛知県名古屋市中区にある大通り。（1989年）
- 銀座 - 東京都中央区にある繁華街。（1990年）
- 5番街 - アメリカニューヨーク市マンハッタンにある大通り。（1993年）
- ネフスキー大通り - ロシアのサンクトペテルブルクにある大通り。（1997年）
- オーチャード・ロード - シンガポールにある大通り、全長2.2km。（1998年）
- 王府井 - 中国の北京市東城区にある繁華街。（1999年）
- クアフュルステンダム - ドイツベルリンにある大通り。（2001年）

## 関連項目

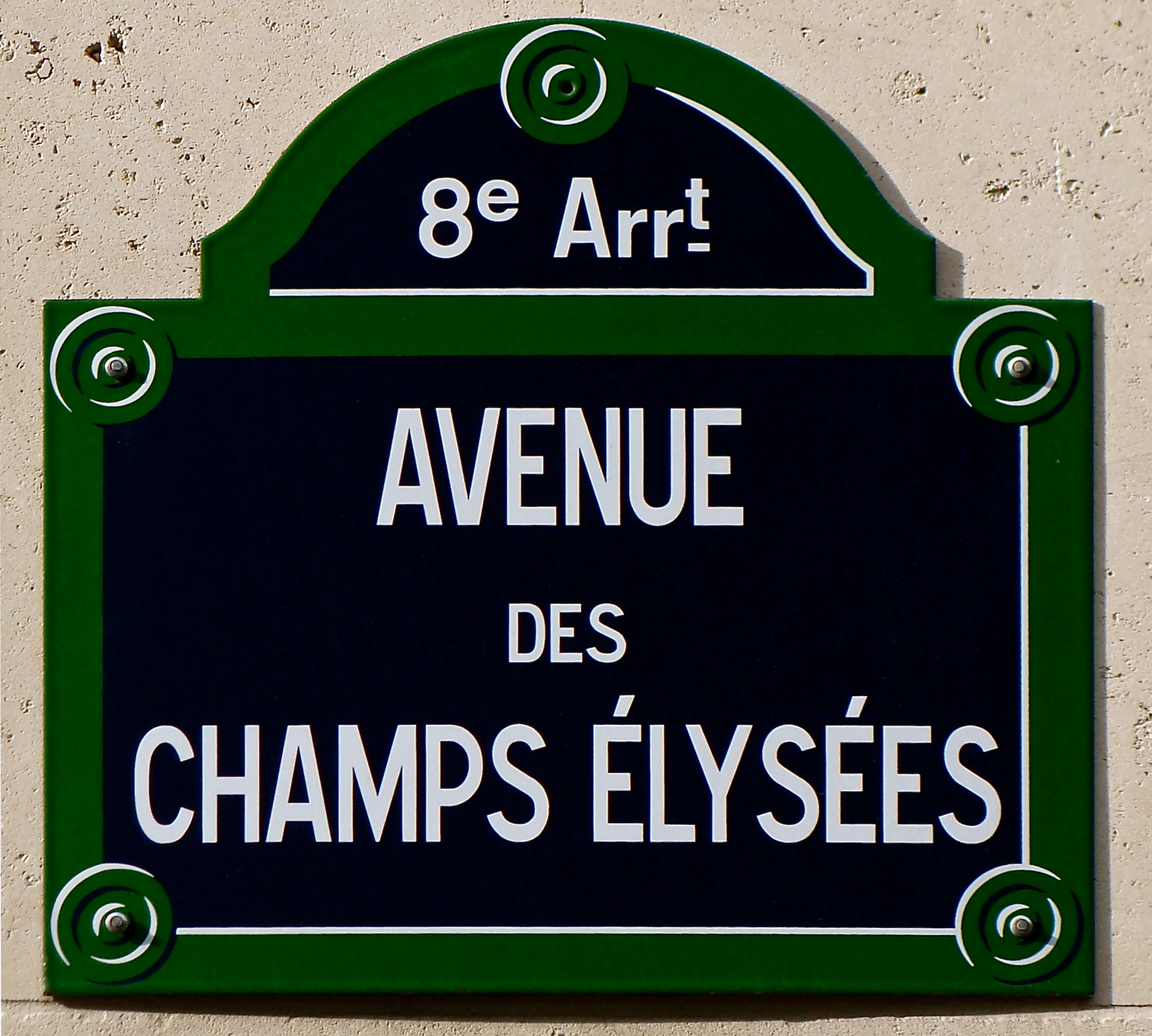

## ギャラリー

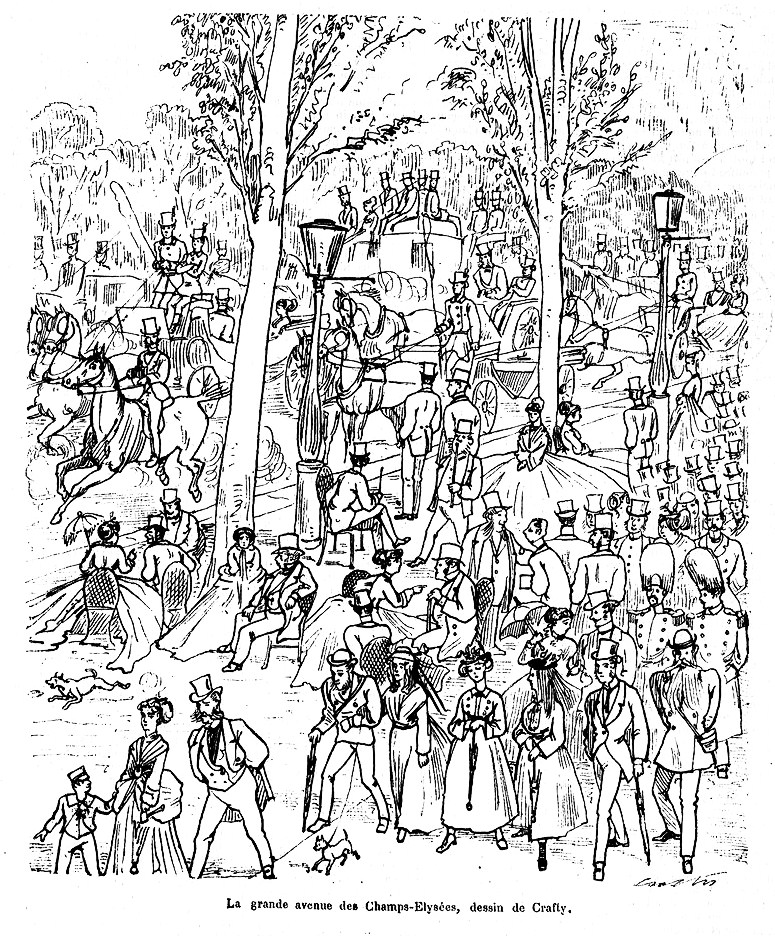
シャンゼリゼ通りの眺め（1870年）
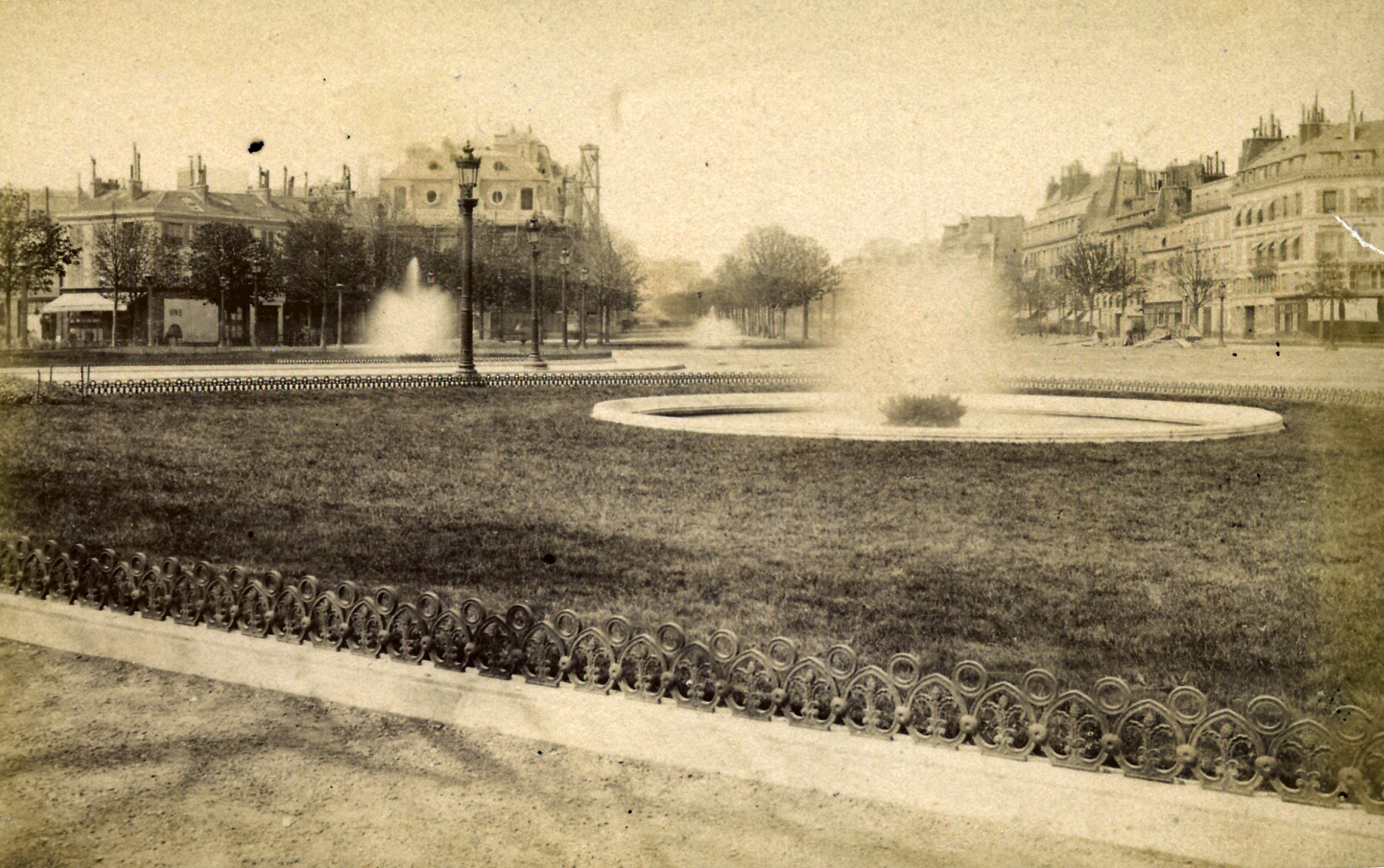
シャンゼリゼ通りのロン・ポワン（Rond-point・1880年頃）
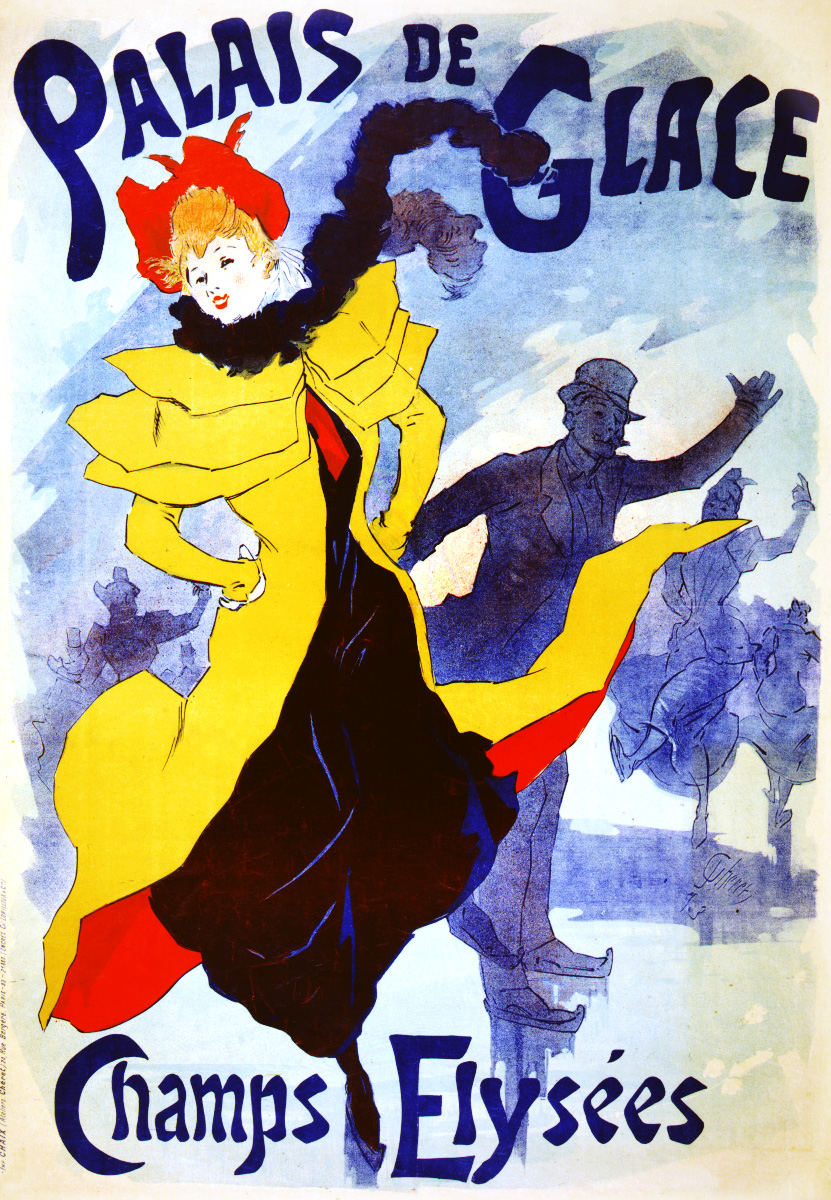
ジュール・シェレによるシャンゼリゼ通りのグレース宮殿のポスター（1893年）
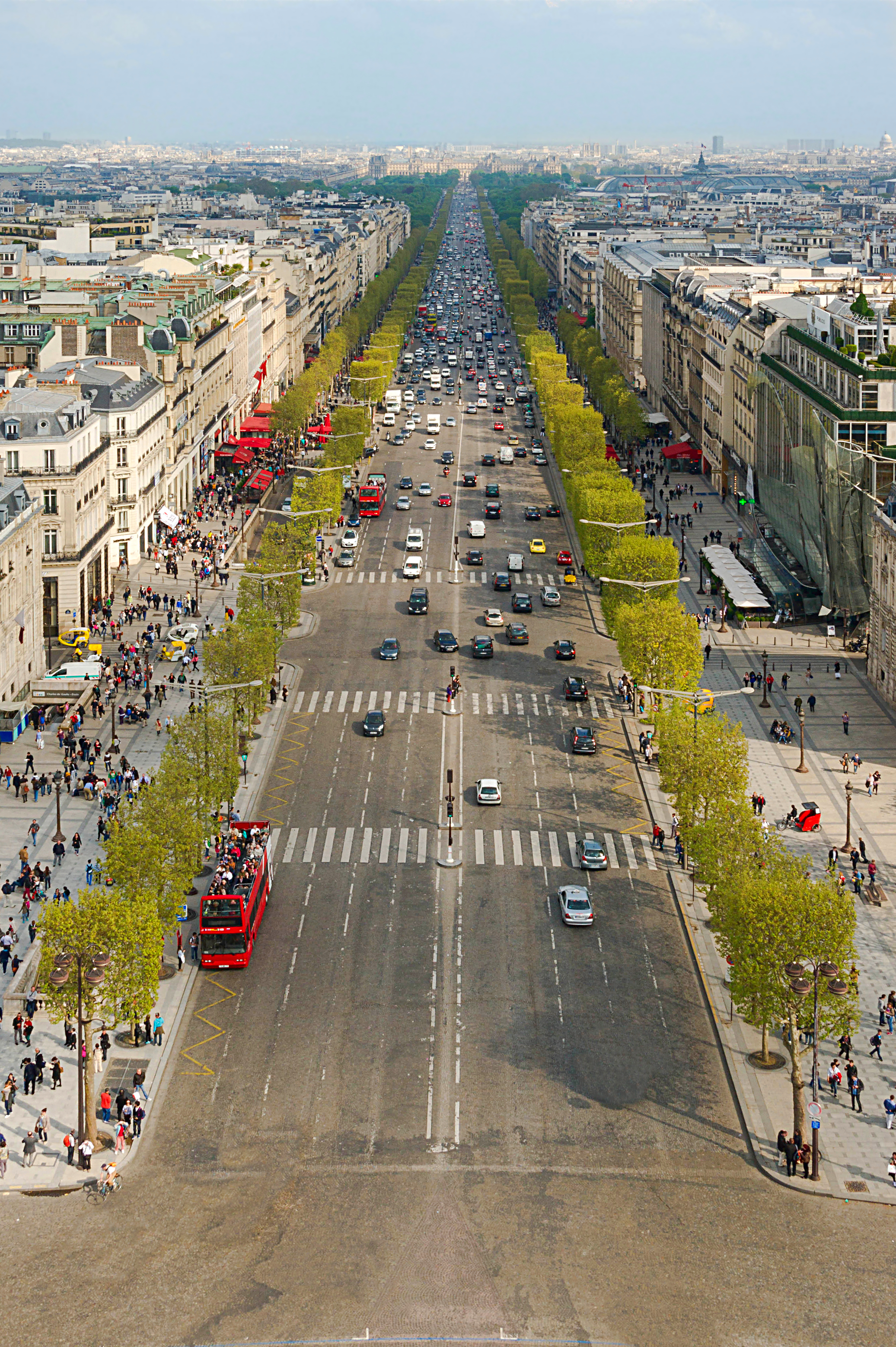
凱旋門からの眺め
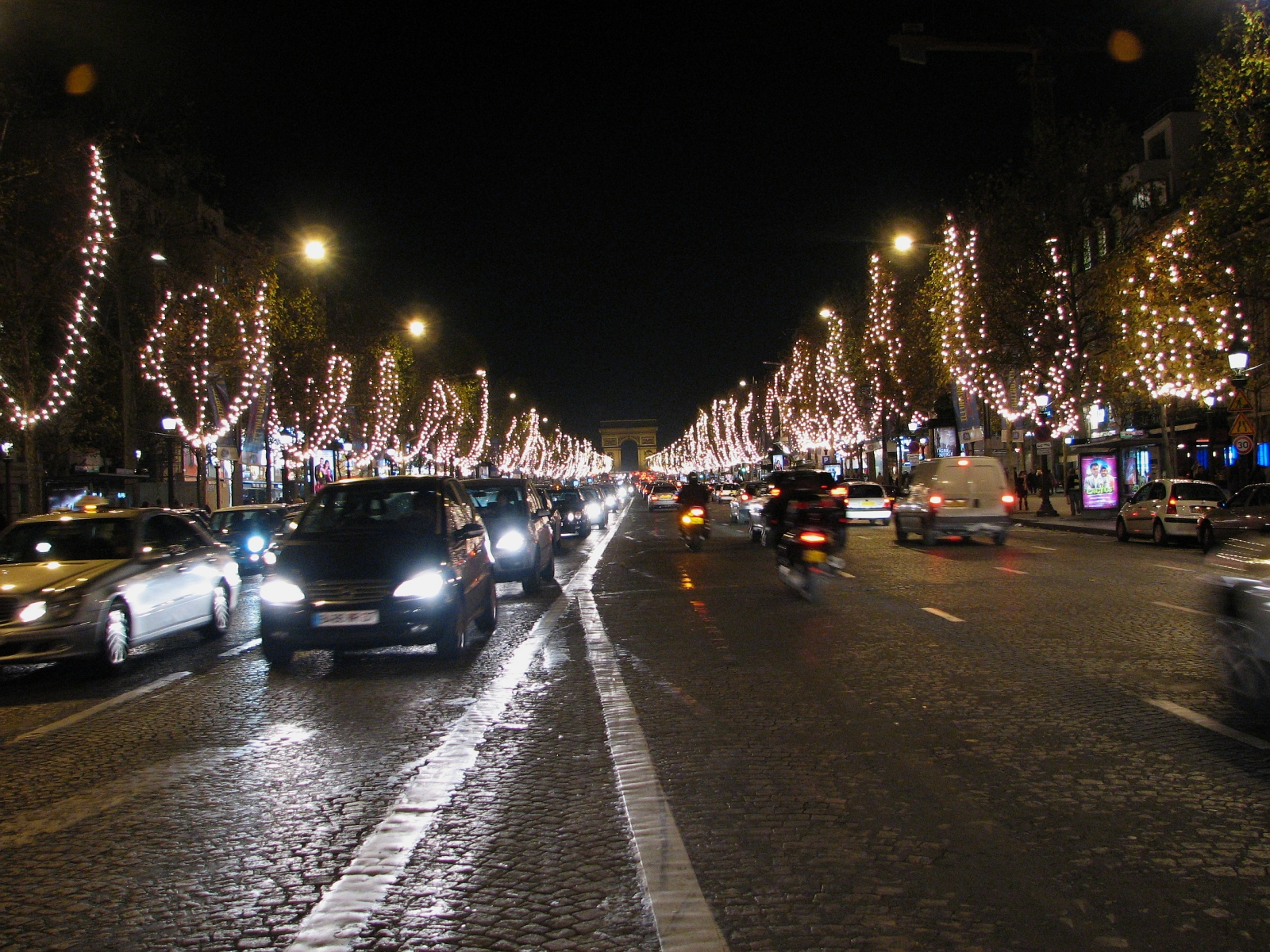
クリスマス飾りとともに
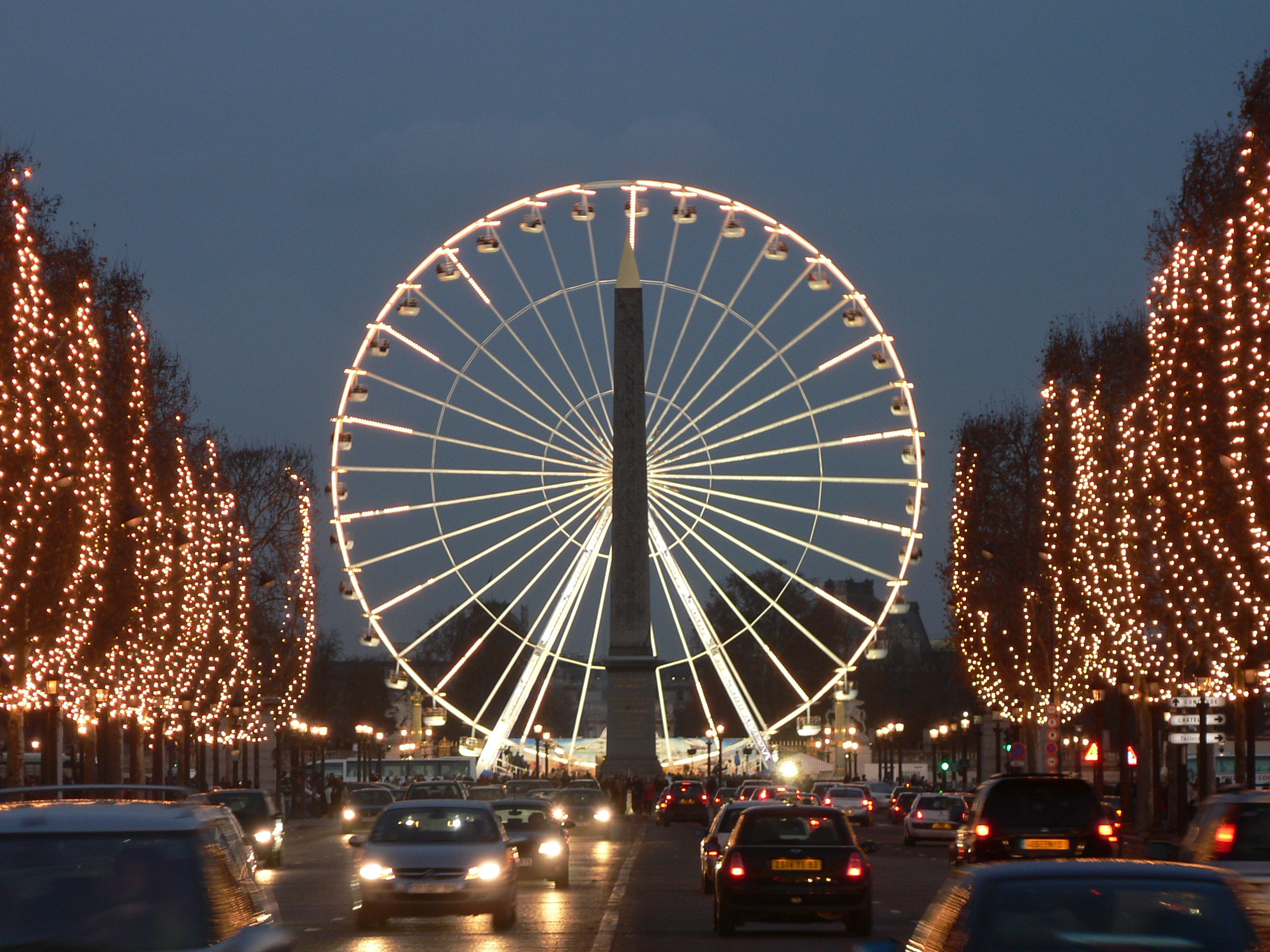
クリスマス飾りとともに
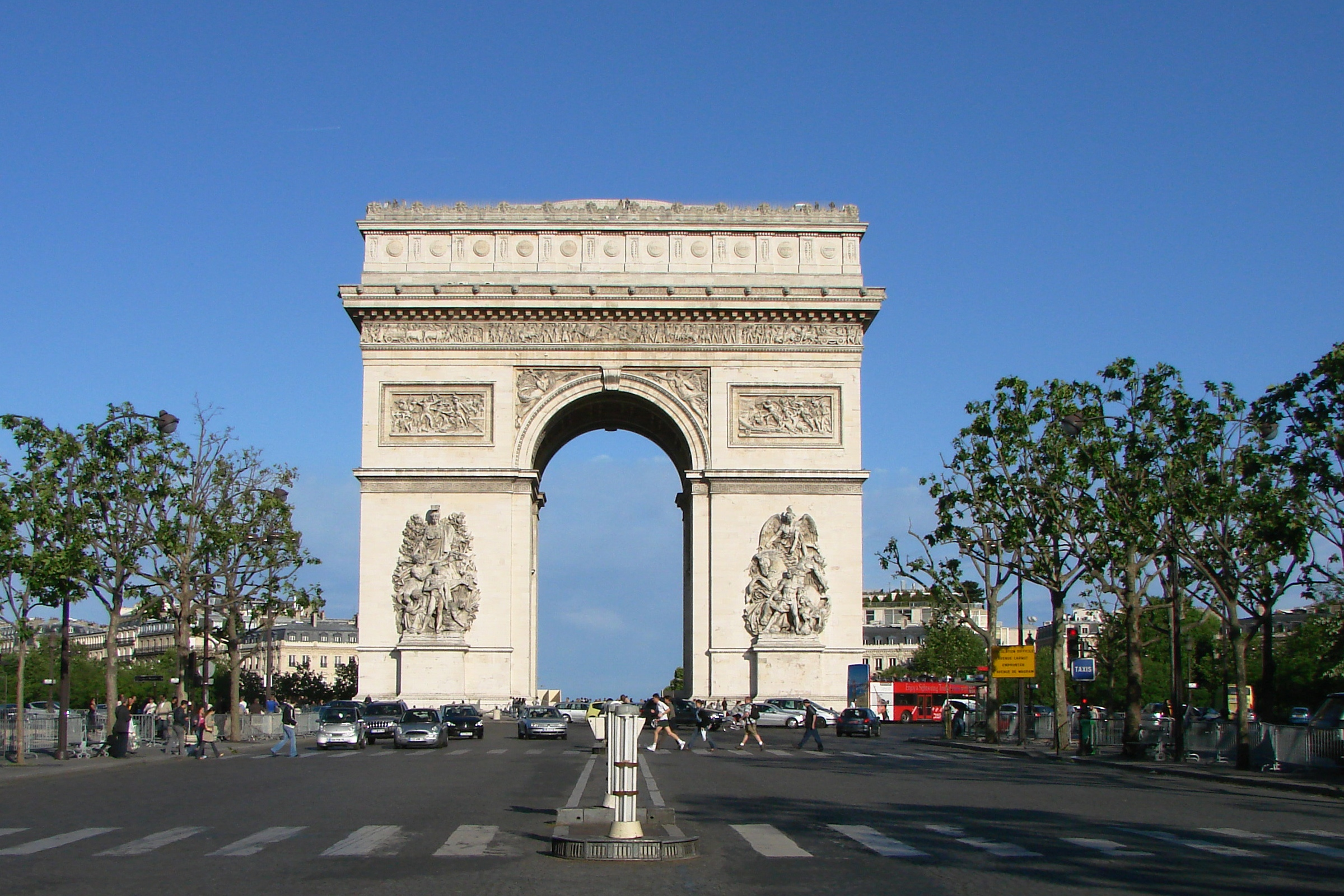
エトワール凱旋門
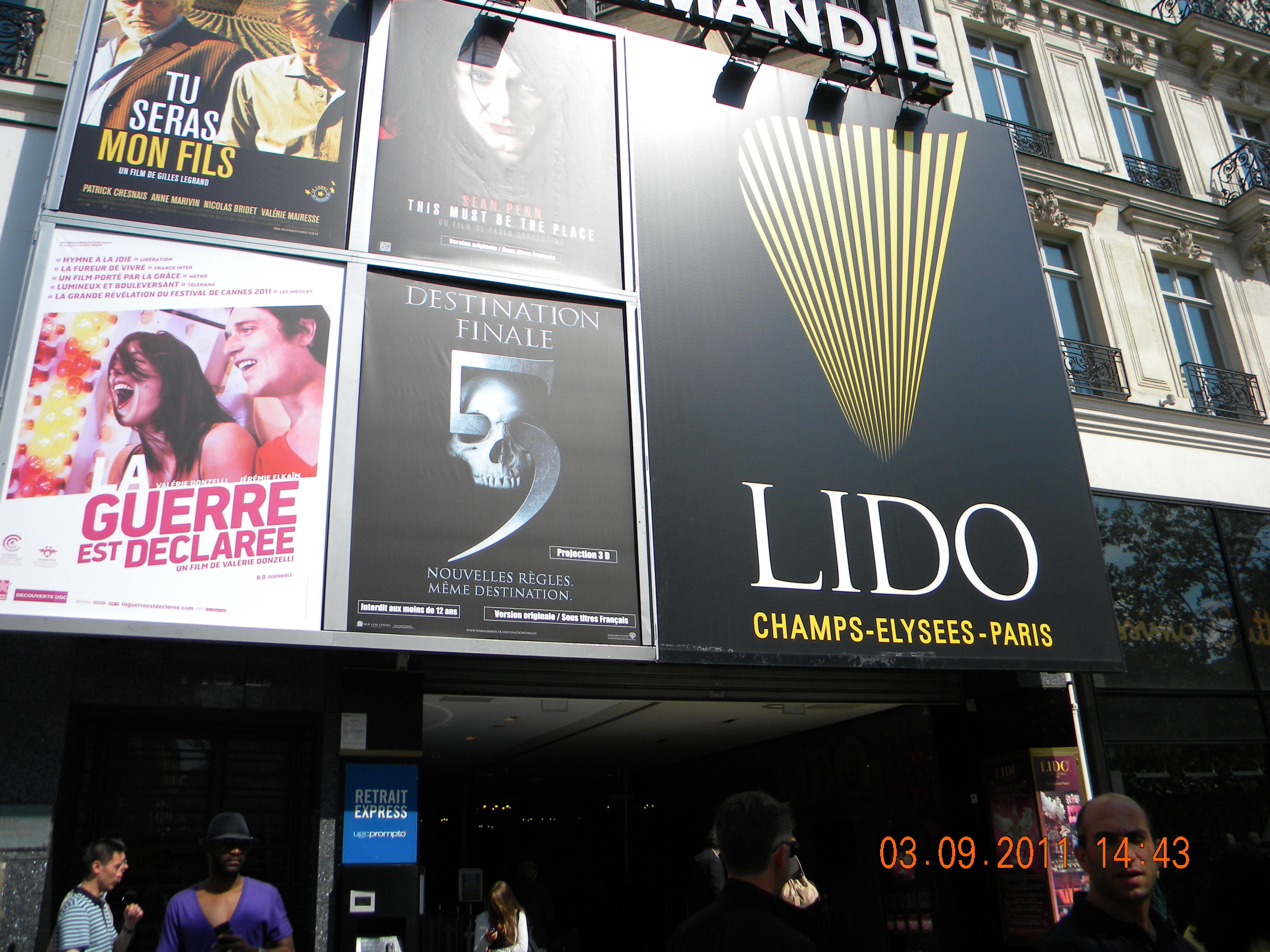
キャバレー「リド」
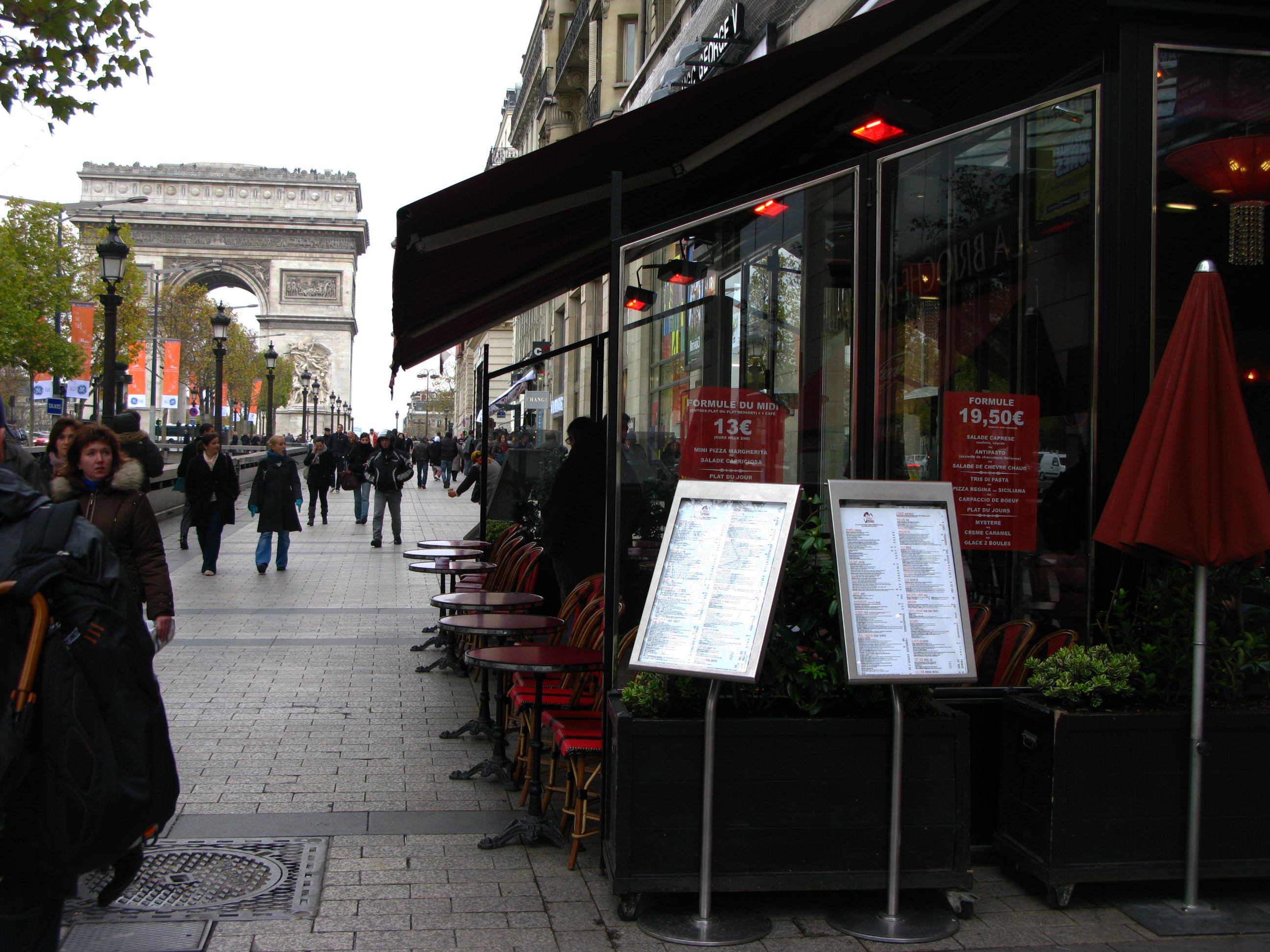
シャンゼリゼ通りのカフェ
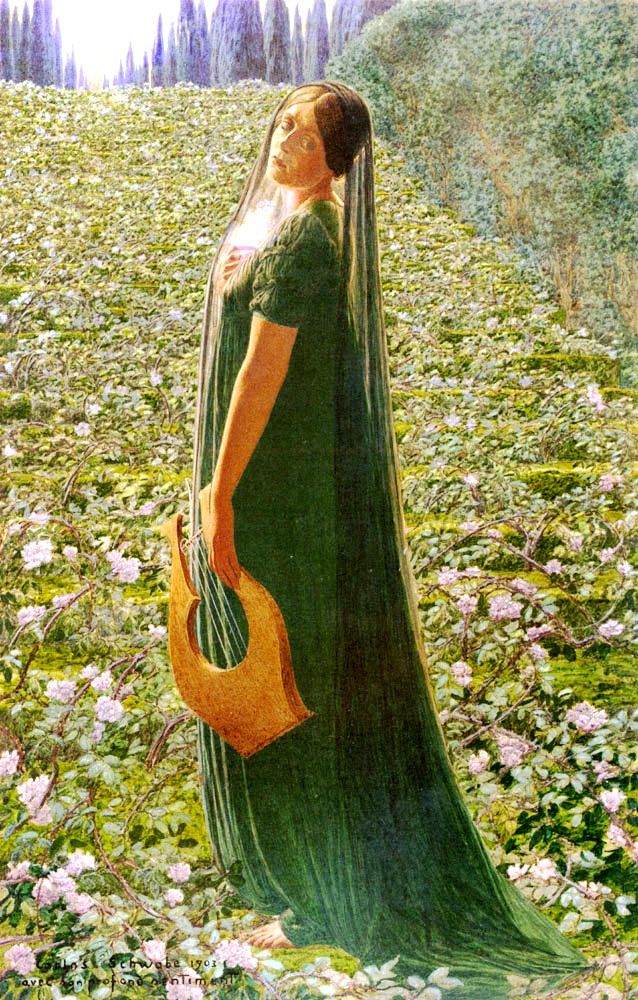
西方極楽を描いた『エリュシオンの野』（カルロス・シュヴァーベ画、1903年）